# حسن العمراني
حسن العمراني (1958 - 4 يناير 2014)، هو سياسي مغربي شغل عدة مناصب في الدولة المغرب منها والي جهة الرباط سلا زمور زعير.

## وفاته
توفي صباح يوم السبت  4 يناير 2014، عن سن تناهز 56 سنة بعد معاناة طويلة مع المرض.